# Ye (Kanye West)
| Recensione           | Giudizio |
| -------------------- | -------- |
| The A.V. Club        | B        |
| The Daily Telegraph  | [ 10 ]   |
| The Guardian         | [ 11 ]   |
| The Line of Best Fit | 5/10     |
| Slant Magazine       | [ 13 ]   |
| Metacritic           | 67/100   |
| Rolling Stone        | [ 15 ]   |

Ye è l'ottavo album in studio del rapper statunitense Kanye West, pubblicato il 1º giugno 2018 dalla GOOD Music e dalla Def Jam.
L'album include parti vocali di Nicki Minaj e voci non accreditate di Kid Cudi, Ty Dolla Sign, Jeremih, Charlie Wilson, Ant Clemons e 070 Shake. L'unico ad essere accreditato è PartyNextDoor nelle tracce Wouldn't Leave e Ghost Town.

## Descrizione
Il 24 febbraio 2016, dieci giorni dopo l'uscita del suo settimo album in studio The Life of Pablo, West ha annunciato su Twitter che durante l'estate avrebbe pubblicato il suo ottavo album in studio intitolato Turbo Grafx 16, che prende il nome dall'omonima console per videogiochi. Lo stesso mese il socio di West, Ibn Jasper, ha pubblicato una foto su Instagram che mostra i collaboratori di lunga data Mike Dean, Plain Pat e Kid Cudi in uno studio di registrazione, mentre lavoravano al nuovo album di West. Nel marzo 2016, Quavo del gruppo Migos ha pubblicato un'immagine che lo ritrae in uno studio con West, con la scritta "TURBO GRAFX 16" sul muro dietro di loro. Nell'immagine erano presenti altri artisti tra i quali Lil Yachty, Vic Mensa, Offset (sempre dei Migos), Big Sean e Tyler, the Creator. La data di uscita prevista per l'album non è stata rispettata e West ha iniziato il suo Saint Pablo Tour nell'agosto di quell'anno, a sostegno di The Life of Pablo. Il tour si è concluso bruscamente con 22 date cancellate su 41 precedentemente programmate, dopo uno sproloquio di circa 20 minuti da parte del rapper durante la sua tappa a Sacramento.
Nel maggio 2017 iniziarono a presentarsi notizie sul fatto che West si fosse isolato "in cima ad una montagna nel Wyoming" per lavorare al suo nuovo album. Nel marzo 2018 sono emersi rapporti simili da vari artisti tra cui lo stesso West, che era stato avvistato a Jackson Hole, nel Wyoming, con una data di uscita prevista al momento tra il 2018 e il 2019. Un certo numero di artisti sono stati fotografati o vociferati per la loro collaborazione nell'album, tra i quali Kid Cudi, Nas, King Louie, Pi'erre Bourne, ASAP Bari, Wheezy, The-Dream, Travis Scott e The World Famous Tony Williams. Nell'aprile 2018, West ha incontrato Rick Rubin, il produttore esecutivo dei due precedenti album in studio di West, Yeezus e The Life of Pablo. L'incontro è avvenuto presso l'ufficio di West a Calabasas, in seguito alle sue registrazioni nel Wyoming, dopo aver acquistato una proprietà in quest'ultima località per continuare la registrazione dell'album, chiamata Monster Lake Ranch e ribattezzata West Lake Ranch. Il 19 aprile, West ha presentato in anteprima l'album per il conduttore radiofonico Charlamagne tha God, annunciando la data di uscita prevista per il 1º maggio 2018 e l'inclusione di sette tracce.

### Copertina
La copertina è stata scattata da West sul suo iPhone mentre stava andando alla sua festa d'ascolto dell'album il 31 maggio 2018. Contiene montagne innevate di Jackson Hole, l'area in cui è stato registrato e prodotto l'album, con il testo "I hate being Bi-Polar / its awesome - Odio essere bipolare / è fantastico" scarabocchiato in verde.

## Tracce
1. I Thought About Killing You – 4:34 (Kanye West, Mike Dean, Francis Starlite, Benny Blanco)
2. Yikes – 3:08 (Kanye West, Mike Dean, James Mbarack Achieng, Ayub Ogada)
3. All Mine – 2:25 (Kanye West, Mike Dean, Francis Starlite)
4. Wouldn't Leave (feat. PartyNextDoor) – 3:25 (Kanye West, Mike Dean, Reverend W.A. Donaldson)
5. No Mistakes – 2:03 (Kanye West, Mike Dean, Edwin Hawkins, Ricky Walters, Che Pope)
6. Ghost Town (feat. PartyNextDoor) – 4:31 (Kanye West, Mike Dean, Trade Martin, Shirley Ann Lee)
7. Violent Crimes – 3:35 (Kanye West)

## Formazione
- Mike Dean – ingegneria, missaggio
- Mike Malchicoff – ingegneria
- Zack Djurich – ingegneria
- Andrew Dawson – ingegneria (tracce 2,7); programmazione (tracce 2,7)
- William J. Sullivan – ingegneria (traccia 5)
- Mauricio Iragorri – tecnico di registrazione (traccia 6)
- Sean Solymar – assistente tecnico di registrazione (tracce 1-5)
- Jess Jackson – missaggio
- John Francis – ingegneria

## Classifiche

### Classifiche settimanali
| Classifica (2018) | Posizione massima |
| ----------------- | ----------------- |
| Australia         | 1                 |
| Austria           | 12                |
| Belgio (Fiandre)  | 6                 |
| Belgio (Vallonia) | 18                |
| Canada            | 1                 |
| Danimarca         | 2                 |
| Estonia           | 1                 |
| Finlandia         | 10                |
| Francia           | 19                |
| Germania          | 25                |
| Irlanda           | 1                 |
| Islanda           | 3                 |
| Italia            | 18                |
| Norvegia          | 2                 |
| Nuova Zelanda     | 1                 |
| Paesi Bassi       | 3                 |
| Portogallo        | 43                |
| Regno Unito       | 2                 |
| Repubblica Ceca   | 3                 |
| Slovacchia        | 4                 |
| Spagna            | 59                |
| Stati Uniti       | 1                 |
| Svezia            | 5                 |
| Svizzera          | 7                 |

### Classifiche di fine anno
| Classifica (2018) | Posizione |
| ----------------- | --------- |
| Australia         | 58        |
| Belgio (Fiandre)  | 118       |
| Canada            | 47        |
| Danimarca         | 91        |
| Estonia           | 52        |
| Islanda           | 31        |
| Nuova Zelanda     | 41        |
| Stati Uniti       | 50        |
| Classifica (2021) | Posizione |
| Islanda           | 82        |
| Classifica (2022) | Posizione |
| Islanda           | 70        |
| Classifica (2023) | Posizione |
| Islanda           | 65        |